# Гонімов Ілля Олександрович
Ілля Олександрович Гонімов (справжнє прізвище Горош; 18 грудня 1875, с. Кайнес Режіцького повіту Вітебської губернії — 24 серпня 1966, Донецьк) — український радянський російськомовний письменник єврейського походження.

## Біографія
Ілля Олександрович Горош народився 18 грудня 1875 року в сім'ї бідного єврейського вчителя в крихітному сільці Кайнес Режіцького повіту Вітебської губернії (сьогодні — Латвія, неподалік від Даугавпілсу).
У дитинстві почав працювати у Вільні (Вільнюс) у майстерні мідника. Коли в 1895 році робота в мідника набридла хлопцю, він наважився спробувати заробляти як приватний вчитель. Одночасно займався самоосвітою, і за три роки Іллі Горошу вдалося здати екстерном іспити за курс реального училища. У його житті починається доволі довгий етап сільського вчителювання.
У 1908 році він потрапив на Донбас: спочатку в Юзівку, потім — в Алчевськ, де й осів на 12 років. З 1908 року працював на шахті, давав уроки. У місцевій друкарні отримав професію складача, пережив революцію і громадянську війну.

## Творчість
Член СП СРСР з 1934 року. Писав російською мовою. Першу повість «Разбитое стекло» надрукували в 1908 році.
На початку 1920-х років подався до Харкова. Працював у видавництві «Український робочий», де опублікував своє перше оповідання «Степан Легионов». Потім були романи, оповідання і повісті.
Коли Максим Горький у статті в «Правді» висунув ідею створення серії «Історія фабрик і заводів», це підштовхнуло Іллю Гонімова до ідеї написати історію столиці Донбасу — Юзівки (тоді — Сталіно). Був уже й початок — спільна робота з Миколою Ледянком: «Пробные главы истории Сталинского металургического завода им. Сталина. 1934».
Перший варіант «Старої Юзівки» вийшов друком у 1937 році. Після війни, повернувшись в 1946 році з евакуації, уже не до Харкова, а до Сталіна, до кінця життя удосконалював книгу.

## Твори
Роман
- «Стеклодувы» (1929)

Збірки оповідань
- «Соль земли» (1933)
- «Рассказы» (1935)

Повісті
- «Склодувы» (1928)
- «Шахтарчук» (1930)
- «Дранг нах остен» (1932)
- «Старая Юзовка» (1937)
- «Афонькина любовь» (1938)
- «На берегу Кальмиуса» (1940, 1962)
- «Повести и рассказы» (1956)
- «Рубец на серце» (1943–1957)

Оповідання
- «Соль земли» (1933)
- «Циганчук» (1940)
- «Мой герой» (1943)
- «Эола» (1945)
- «Банкет у Юза» (1947)

П'єси
- «Шутки Мефистофеля» (1941)
- «Не верю» (1947)

Вірші, статті, замітки:
- «На призыв Родины» (1942)
- «Матросы боролись за мир» (1951)
- «Основное задание — творчество» (1954)